# Canthonella silphoides
Canthonella silphoides är en skalbaggsart som beskrevs av Edgar von Harold 1867. Canthonella silphoides ingår i släktet Canthonella och familjen bladhorningar. Inga underarter finns listade.